# Ioannis Nikolaidis
Ioannis Nikolaidis (nascut el 4 de gener de 1971), és un jugador d'escacs grec, que té el títol de Gran Mestre des de 1995.
A la llista d'Elo de la FIDE del gener de 2022, hi tenia un Elo de 2536 punts, cosa que en feia el jugador número 7 (en actiu) de Grècia. El seu màxim Elo va ser de 2570 punts, a la llista d'agost de 2013 (posició 360 al rànquing mundial).

## Resultats destacats en competició
Va guanyar el Campionat de Grècia el 1995. i fou tercer al Campionat Balcànic de 2002 a Istanbul.
Altres resultats destacats han estat: 7è–11è amb Zurab Sturua, Giorgi Bagaturov, Angelos Vouldis i Aixot Nadanian al torneig Zonal de Panormo, Creta 1998, classificatori pel Campionat del món de 1999; tercer a l'obert de Bolzano de 2000, (rere Gyula Sax i Zoltan Gyimesi); primer al 16è torneig internacional de Níkea 2008. El 2005, va empatar als llocs 2n-3r amb Maksim Túrov al Festival d'Escacs d'Ikaros.

### Participació en competicions per equips
Nikolaidis ha participat, representant Grècia a les Olimpíades d'escacs dels anys 1994, 1996, 1998, 2000, 2002, 2004 i 2006.